# Weiche Droge (niederländisches Recht)
Der aus dem Englischen entlehnte Begriff softdrugs („Weiche Drogen“) wird in den Niederlanden zur Unterscheidung von „harten Drogen“ verwendet. Der Grund hierfür liegt darin, dass der Erwerb, Besitz und Konsum dieser „weichen Drogen“ in bestimmten Fällen nicht zu einer Strafverfolgung führt. Das niederländische Opiumgesetz (niederländisch Opiumwet) regelt in zwei Anhängen, welche Drogen „hart“ (Liste 1) und welche „weich“ sind (Liste 2).

## Betroffene Drogen
Zu den „weichen Drogen“ zählen vor allem die Cannabisprodukte Haschisch und Marihuana.
Ebenso zählen psilocybinhaltige psychoaktive Pilze, die in niederländischen Smartshops erhältlich sind, zu den „weichen Drogen“. Weitere „weiche Drogen“ nach niederländischem Recht sind Benzodiazepine, Barbiturate sowie einige Appetitzügler, Opioide und Amphetamine. Diese sind allerdings nicht in Smartshops erhältlich, sondern, wie auch in Deutschland, nur auf Rezept in der Apotheke. Sogenanntes Liquid Ecstasy (GHB) wird zu den „weichen Drogen“ gezählt, ist aber mittlerweile in den niederländischen Smartshops nicht mehr frei verkäuflich. GHB war bis vor einiger Zeit auch in deutschen Smartshops erhältlich, untersteht aber mittlerweile dem Betäubungsmittelgesetz (BtMG).
Haschischöl hingegen wird zu den „harten Drogen“ gezählt, das sich mit seinem im Vergleich zu Marihuana und Haschisch wesentlich höheren Wirkstoffgehalt besonders für medizinische Zwecke eignet.

## Rechtliche Situation in den Niederlanden
„Weiche Drogen“ dürfen in den Niederlanden nur in lizenzierten Coffeeshops oder Smartshops verkauft werden. In den Niederlanden gibt es 573 Coffeeshops (Stand 2016). Der Käufer ist dazu angehalten, seinen Erwerb nur dort oder zu Hause zu konsumieren, jedoch nicht in der Öffentlichkeit. Dies wird jedoch nicht immer eingehalten, besonders seitens der Touristen. Viele Restaurants und Hotels weisen deshalb durch Schilder auf das Drogenkonsumverbot hin. 
Seit dem 1. September 2003 bekommt man in den Niederlanden Haschisch und Marihuana gegen Vorlage eines Rezeptes als Schmerzmittel in Apotheken. Zwei Hanfzuchtfarmen erhielten dazu die Genehmigung, die Cannabisprodukte für Apotheken zu züchten. Dabei liegt der Apothekenpreis deutlich höher als der in Coffeeshops. Erklärt wird dies mit dem Mehraufwand für die Herstellung nach biologischen Aspekten.

## Drogenkonsum in den Niederlanden
Die Hanfprohibition der anderen Länder führt zu Drogentourismus in die Niederlande. Amsterdam gilt als die Drogenhauptstadt Europas. Obwohl nur „weiche Drogen“ toleriert werden, sind auch viele Konsumenten und Dealer „harter Drogen“ anzutreffen. Neben dem Hauptgrund hierfür, nämlich dass die Niederlande ein Dreh- und Angelpunkt des Drogenumschlages in Europa sind, behaupten Kritiker, dass auch die liberale Haltung der Niederlande im Umgang mit Drogen dazu beigetragen haben soll.